# Xã Pleasant Grove, Quận Coles, Illinois
Xã Pleasant Grove (tiếng Anh: Pleasant Grove Township) là một xã thuộc quận Coles, tiểu bang Illinois, Hoa Kỳ. Năm 2010, dân số của xã này là 1.327 người.